# Abydos, Egypten
För staden i Mindre Asien, se Abydos, Mindre Asien.
Abydos är en ort i mellersta Egypten belägen cirka 100 km norr om Luxor. I forntiden var Abydos en betydande stad och centrum för Osiriskulten; i egyptiernas begravningsritual ingick en symbolisk båtfärd till Abydos. Staden ska ha varit ett maktcentrum redan under sen förhistorisk tid, och gravmonument tillhörande de allra första dynastiernas kungar uppfördes här och i Thinis. I Abydos finns även välbevarade tempel från det Nya riket (ca 1550–1080 f.Kr.) som på sina väggar bland annat återger kungalistor. Dessa har använts för att rekonstruera kronologin för det forntida Egyptens historia.

## Bilder från Abydos

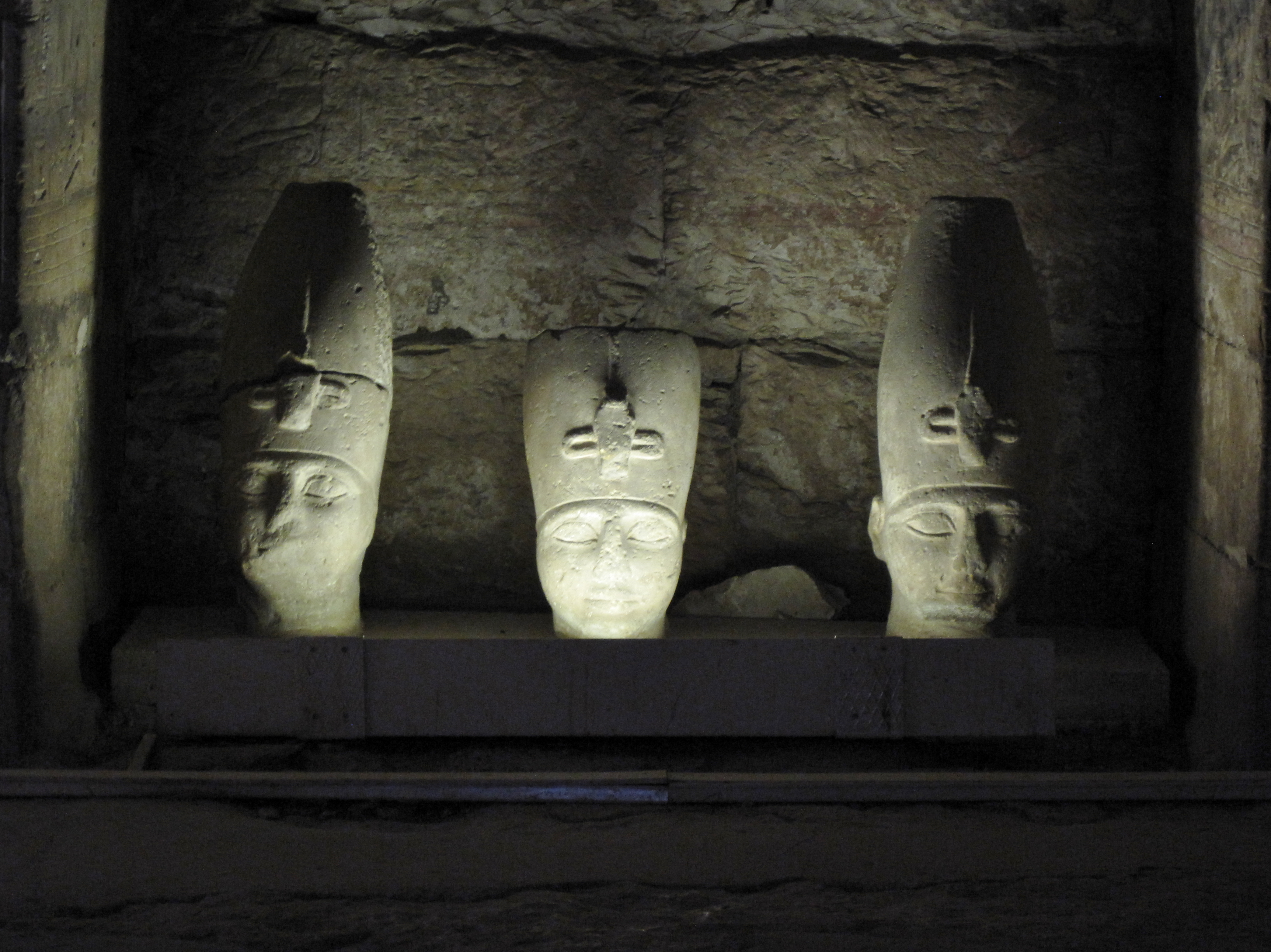
Seti I tempel
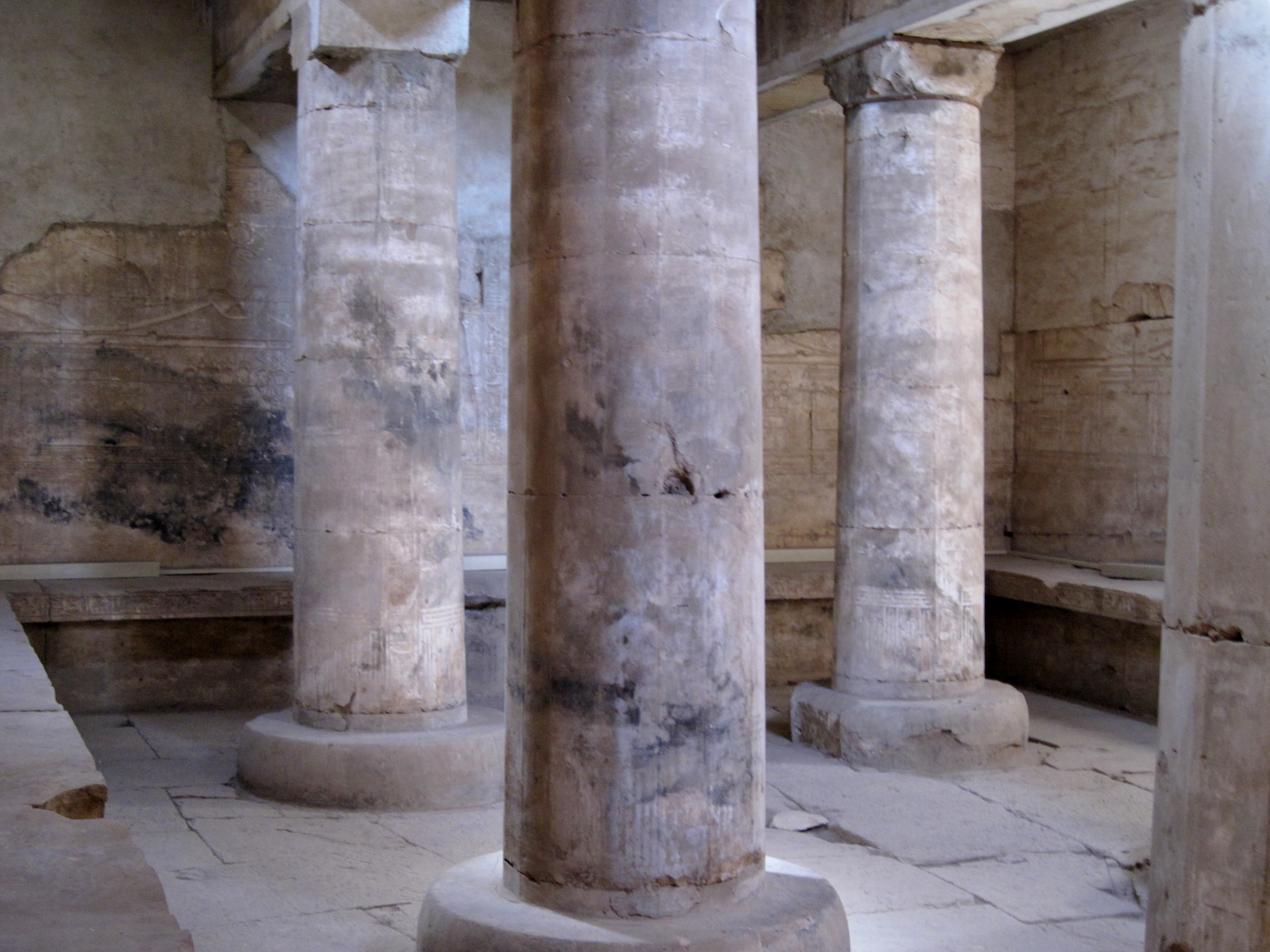
Seti I tempel
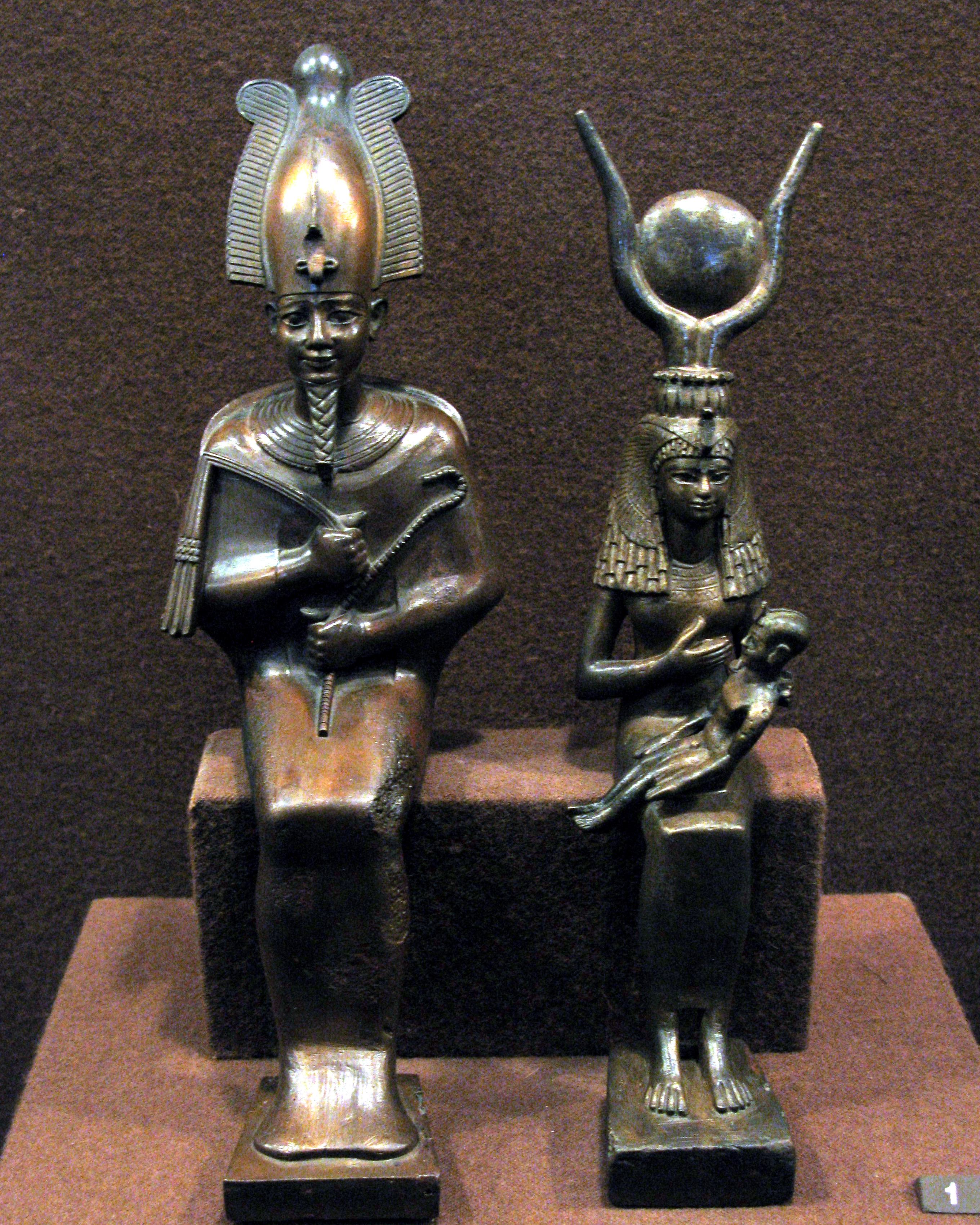
Statyetter från Abydos
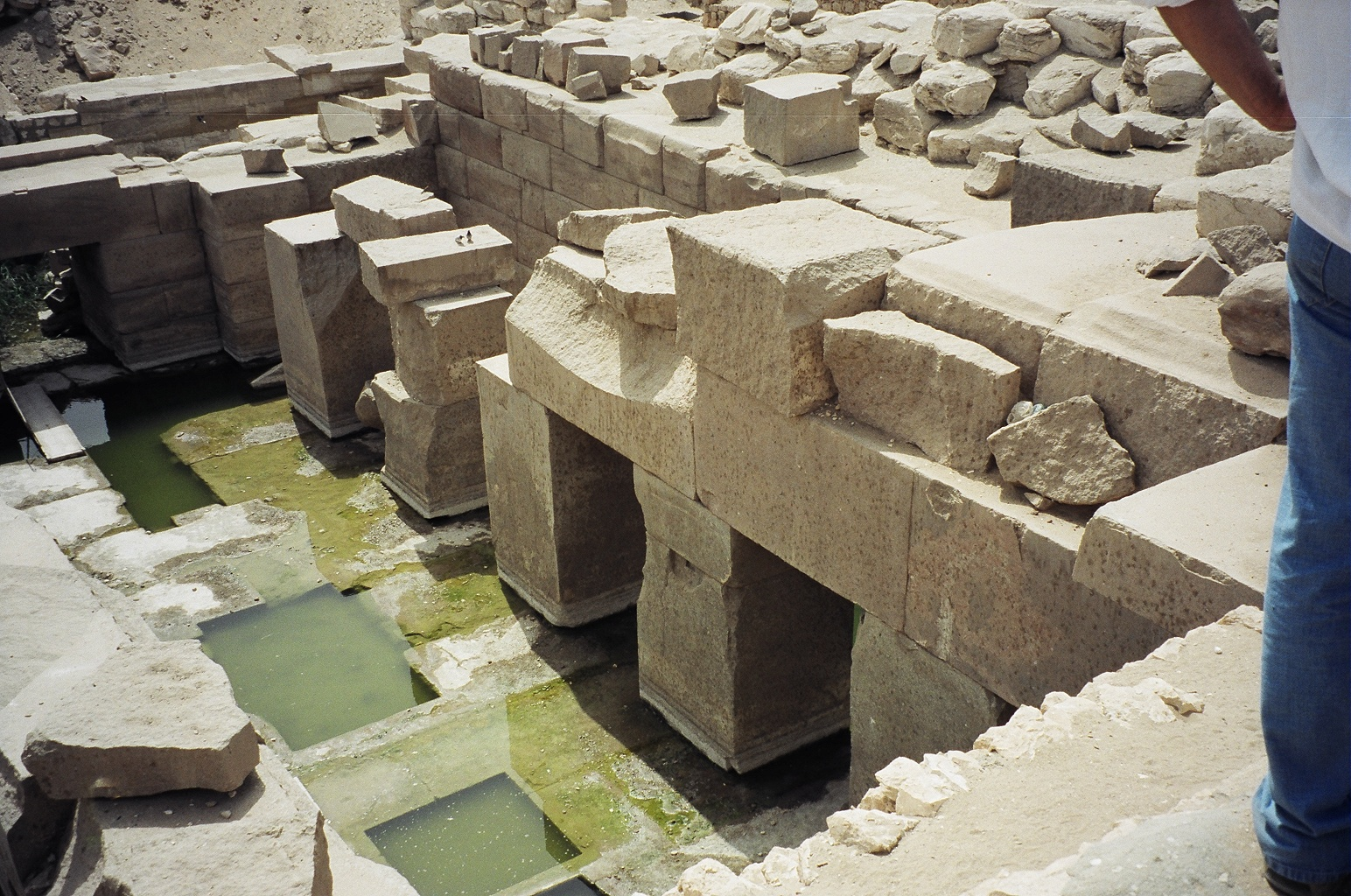
Osireion i Abydos
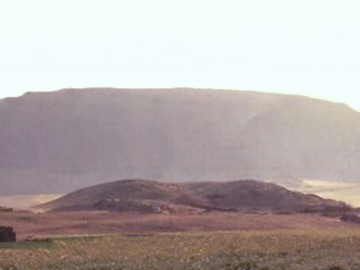
Ahmoses pyramid